# Dasypus mazzai
La mulita de Yepes o mulita yungueña (Dasypus mazzai) es una especie de mamífero cingulado de la familia Dasypodidae endémica del sur de Bolivia y norte de Argentina, en las provincias de Jujuy, Salta y Tucumán. Por similitud ambiental, se ha postulado que su distribución podría ser más amplia, extendiéndose a otras partes del Gran Chaco de ese país, así como de Bolivia y de Paraguay, aunque aún no hay registros de estas regiones. Su hábitat natural son bosques subtropical o tropical seco.